# 橋本進吉
橋本進吉（日語：橋本 進吉，1882年12月24日—1945年1月30日），日本語言學家，日語學家，出生於日本福井縣敦賀市，对日语音韵史作了很多重要的研究。他在上代特殊假名遣的基础上，提出上古日语的元音数比现代日语要多，早期有两套/i,e,o/元音，在中古日语时已完成合并。他还提出了自己的一套日语语法体系，现称为桥本语法，作爲與山田語法、松下語法和時枝語法並稱的四大語法之一，並成爲了學校語法的基礎，從而也是現代日本人所知道最多的一種語法體系。

## 著作
- 《古代国語の音韻に就いて》